# Metafonesi
In linguistica il termine metafonesi o metafonia o umlaut indica un fenomeno fonologico che consiste nella modificazione del suono di una parola per l'influenza della vocale finale sulla vocale tonica, in un processo di assimilazione. La parola italiana è un calco con materiale greco dal corrispondente termine tedesco (ted. um = gr. μετά "al di là"; ted. Laut = gr. φωνή "suono").

## Descrizione
Il fenomeno della metafonesi è molto simile a quello dell'armonia vocalica, ma si distingue da questa perché in metafonesi sono le vocali postoniche a influenzare le vocali toniche, nell'armonia vocalica invece sono le vocali toniche a influenzare le vocali postoniche.
Esempi:
| femminile | maschile | idioma       |
| grossa    | grosso   | (italiano)   |
| ròssa     | russ     | (napoletano) |
|           |          |              |
| singolare | plurale  | idioma       |
| piede     | piedi    | (italiano)   |
| pède      | piède    | (napoletano) |
Ulteriore esempio è dato dal plurale di numerosi sostantivi e aggettivi maschili in dialetto bolognese. Per esempio żnòc' - żnûc', ossia ginocchio - ginocchia, e biånnd - biónnd, biondo - biondi. Si noti che nel napoletano la vocale finale si è ridotta a scevà, mentre nel bolognese è caduta del tutto, ma in entrambi i casi il plurale metafonetico è rimasto intatto.
La metafonesi è inoltre tipica delle lingue germaniche, ma è controversa in gotico. La metafonesi più frequente nelle lingue germaniche comporta l'innalzamento di /e/ ad /i/ per effetto di /i/, /ī/, /j/ nella sillaba seguente, per esempio in */meðjaz/, che produce l'inglese mid e il tedesco Mitte.
La metafonesi germanica è chiamata Umlaut. La maggior parte delle lingue germaniche moderne conosce plurali che si differenziano dal singolare esclusivamente per la mutazione della vocale tonica. Per esempio in inglese man - men ("uomo" - "uomini"), in tedesco Hafen - Häfen ("porto" - "porti"), Vogel - Vögel ("uccello" - "uccelli"), Fuß - Füße ("piede" - "piedi"), e in danese mand - mænd ("uomo" - "uomini"), barn - børn ("bambino" - "bambini"), gås - gæs ("oca" - "oche").